# 호주 (법률)
호주(戶主)는 대한민국의 민법에 존재했던 개념으로, 일가(一家)의 계통을 계승한 자이거나 분가한 자 또는 일가를 창립·부흥한 자로서 일가의 상징적, 의례적 대표자를 말한다.
일제강점기인 1922년 12월 7일 조선민사령을 개정하여 1923년 7월 1일부터 법제화되었고, 1960년 1월 1일부터 시행된 대한민국 민법에서도 가(家) 제도를 규정하고 일가의 대표인 호주에게 많은 특권이 주어졌다. 1990년의 민법 개정으로 특권이 대부분 폐지되었고, 2005년 2월 3일에 헌법재판소의 헌법불합치 결정을 받아 2008년 1월 1일 폐지되었다.

## 호주의 권한과 상속(1923년 ~ 1990년)
1990년까지는 민법의 상속편에 호주의 상속을 규정하고, 호주의 권리와 의무를 규정하였다. 구민법에서 규정된 호주의 권리와 의무는 다음과 같았다.
- 귀속이 불분명한 재산을 귀속받을 권리
- 상속분의 5할 가산받을 권리
- 호주의 가족에 대하여 거소를 지정할 권리
- 대습상속(代襲相續), 분묘 등을 승계할 권리
- 호주의 일방적 의사로 직계존속을 제외한 독립적인 생계를 이을 수 있는 성년 남성을 강제로 분가시킬 권리
- 호주의 가족을 부양할 의무
- 호주의 분가 금지, 거가(去家) 금지

## 호주의 권한과 승계(1991년 ~ 2007년)

### 호주의 권한
1990년 민법 개정으로 1991년 1월 1일부터 호주의 지위는 상속되는 것이 아닌 승계되는 것으로 바뀌었고, 호주가 가지는 권리와 의무가 대부분 폐지되었다. 호주에게 남은 권리와 의무는 다음과 같았다.
- 가족의 거가(去家)에 대하여 동의할 권리. 가족이 그 모(母)의 재혼가에 입적할 경우 종래의 호주는 거가에 대한 동의권을 가진다.(민법 제784조 제2항)
- 직계혈족을 입적시킬 권한. 호주는 타가의 호주 아닌 자기의 직계존속이나 직계비속을 자신의 가에 입적시킬 수 있다.(제785조)
- 친족회에 관한 권한. 가정법원에 대하여 친족회 소집을 청구할 권한,(제966조) 친족회에 출석하여 의견을 개진할 수 있는 권한,(제968조) 친족회의 결의에 갈음할 재판을 청구할 권한(제969조), 친족회의 결의에 대한 이의의 소를 제기할 권한.(제972조)
- 폐가(廢家)할 수 있는 권한. 일가창립 또는 분가로 인하여 호주가 된 자는 타가(他家)에 입양하기 위하여 폐가할 수 있고,(민법 제793조) 여호주(女戶主)는 혼인하기 위하여 폐가할 수 있다.(제794조)

### 호주의 승계
개정된 민법에서의 호주 승계의 원인은 다음과 같았다.
- 호주가 사망하거나 국적을 상실한 때
- 양자인 호주가 입양의 무효, 취소로 인하여 이적(離籍)된 때
- 여호주가 친가에 복적하거나 혼인으로 인하여 타가(他家)에 입적(入籍)한 때

또한 호주의 승계 순위는 다음과 같았다.
1. 피승계인의 직계비속 남자
2. 피승계인의 가족인 직계비속 여자
3. 피승계인의 처
4. 피승계인의 가족인 직계존속 여자
5. 피승계인의 가족인 직계비속의 처

같은 순위의 직계비속이 수인일 때는 최근친이, 같은 촌수의 직계비속이 수인일 때에는 결혼한 친생자가 우선적으로 호주를 승계하였다. 다만 승계인의 결격 사유(제992조)에 해당하는 자는 호주승계인이 될 수 없었으며 진정한 요건을 갖춘 자라도 호주승계권을 포기할 수 있었다.(제991조)

## 같이 보기
- 가 (법률)
- 호주제